# 雙列槳船

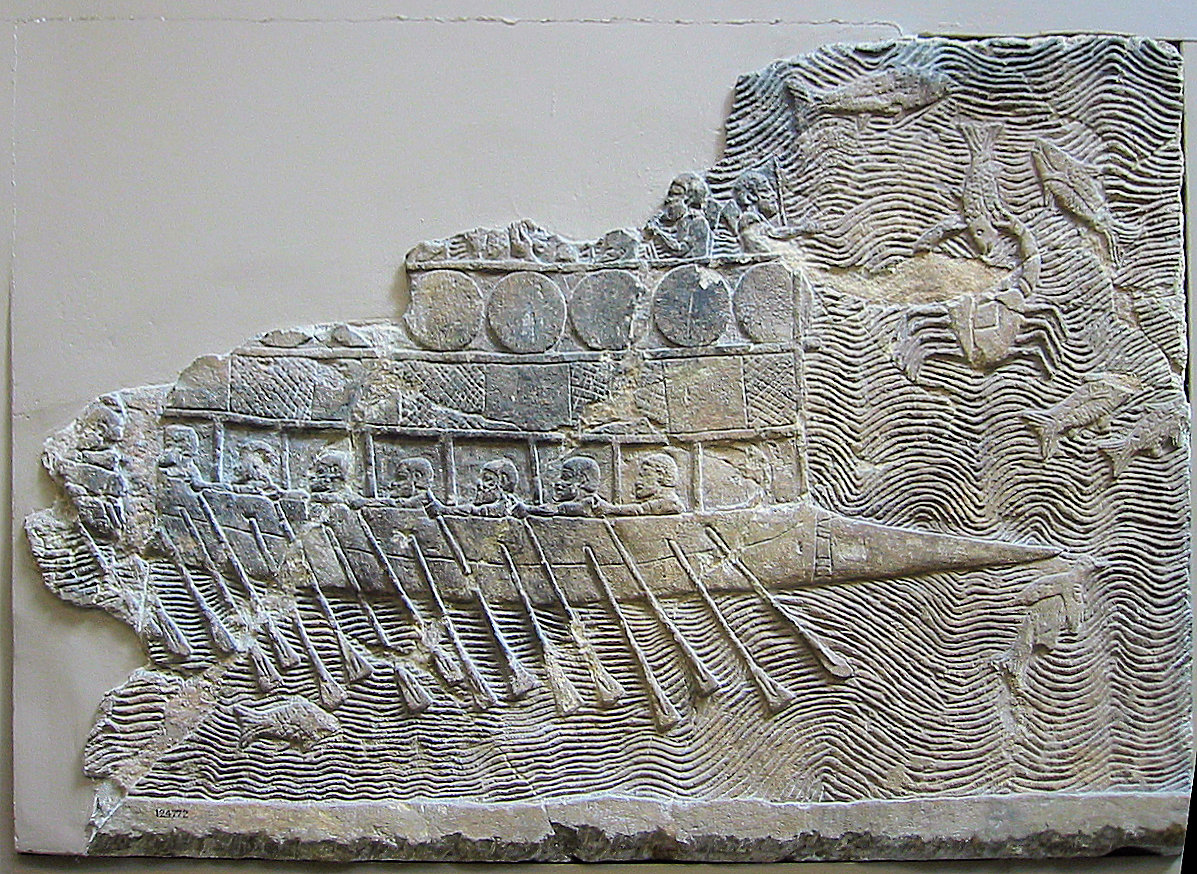
亞述人的戰艦浮雕，圖中為雙列槳船，約前700年

雙列槳船（Bireme），是船的兩側皆有兩列槳的船，從單列槳船演變而來，可能由腓尼基人所發明，最早的記錄是前8世紀的亞述浮雕。
在古希臘海軍中，雙列槳船長約24公尺，寬約3公尺。在雙列槳船中，原本每側24個槳手被有層次地分成兩部分，其中12名槳手在船舷上緣船體的頂部，另外12名則在底部，並把槳通過船體上的舷口向海伸出。這樣的改良讓船體更加堅固，而且更具運航性，加上體積減小讓船體更加輕靈且易於控制。之後，雙列槳船改良成三列槳船，並成為地中海的標準海軍配備。
羅馬人也經常使用雙列槳船，如第二次凱薩入侵不列顛時。雙列槳船後來演變成三列槳船，一名指揮官（在露天甲板上有一個帳篷）指揮一群海軍艦隊。
雙列槳船可能是一艘賈列船、加萊賽戰船、德羅蒙船。